# 亀田晃一
亀田 晃一（かめだ こういち、1968年7月9日 - ）は南日本放送の社員で同局技術局制作技術部長、報道カメラマン、気象予報士。博士（学術）。

## 人物
鹿児島県出水市の生まれで、熊本電波工業高等専門学校（現在の熊本高等専門学校）卒業後の1989年（平成元年）に南日本放送へ入社した。
入社当初後は、技術部で番組制作技術関連の業務に従事。後に報道部へ異動すると、宇宙開発担当の記者や報道カメラマンを担当した。1999年に気象予報士の資格を取得したことを機に、テレビ・ラジオ番組の気象キャスターを務めた。
社会人大学院生として、放送大学大学院修士課程、鹿児島大学大学院博士課程で研究に従事。鹿児島大学より博士号を取得した。
2018年の時点では、技術局の制作技術部長を担当。番組制作の技術責任者として、ドローンによる映像の撮影・技術指導などに取り組んでいる。その一方で、防災に関する講演活動を展開しているほか、『毎日新聞』の鹿児島県内版向けに「亀ちゃんのお天気百話」という連載コラムを執筆。同年11月には、このコラムをベースに、自身初の単著『かごんま お天気百話』を梓書院（福岡市に本社を置く九州の老舗出版社）から刊行した。

## 著書
単著
- 『かごんま お天気百話』梓書院、2018年11月

共著
- 『クロスボーダーの地域学』竹内勝徳、藤内哲也、西村明共編著・丹羽謙治、細川道久、三木夏華、桑原季雄、福ヶ迫加那と共著・南方新社、2011年

## 受賞
- 第10回地域政策研究賞奨励賞 - 法政大学地域研究センター（2012年）[3]